# فتاة في تقدم (فلم)
فتاة في تقدم (بالإنجليزية: Girl in Progress) فيلم درامي أمريكي تم إصداره عام 2012 من إخراج باتريشيا ريجين. و بطولة إيفا ميندز , راسل بيترز. حصل الفيلم على جائزة أفضل الفيلم في حفل توزيع جوائز ألما لعام 2012. فازت سيرا راميريز بجائزة أفضل ممثلة مساعدة في الفيلم.

## ملخص القصة
تتطلع فتاة مهملة تبلغ من العمر 13 عن كافة الوسائل التي تمكنها من تخطي تلك المرحلة الصعبة لا سيما مع إهمال والدتها لها، وبالفعل تصل لطريقة تلفت بها انتباه والدتها إليها وتتغير حياتهما معًا.

## الممثلون
| الممثل          | الدور/الوظيفة    |
| --------------- | ---------------- |
| إيفا ميندز      | جريس             |
| ماثيو مودين     | د/ هارفورد       |
| لاندون ليبويرون | تريفور           |
| باتريشيا أركيت  | السيدة أرمسترونج |
| ريني رودريجز    | تافيتا           |
| أوجينيو ديربيز  |                  |
| برينا أوبراين   |                  |
| تييرا سكوفبي    |                  |
| بلو مانكوما     | الناظر           |

## روابط خارجية
- مقالات تستعمل روابط فنية بلا صلة مع ويكي بيانات